# 平和の経済的帰結

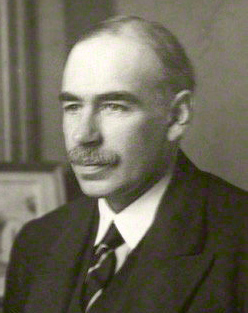
ジョン・メイナード・ケインズ（1920年代）

『平和の経済的帰結』（へいわのけいざいてききけつ、原題：The Economic Consequences of the Peace、1919年）はイギリスの経済学者ジョン・メイナード・ケインズの著作。

## 解説
ケインズは第一次世界大戦後のパリ講和会議にイギリス大蔵省の代表として臨んだ。
ケインズは本書の中で、より寛大な平和を主張した。それは正義や公正さを求めたからではなく、連合国を含むヨーロッパ全体の経済的幸福のためであった。ヴェルサイユ条約とその関連条約は、それを阻止するものであった。
この本は世界中でベストセラーとなり、条約は敗戦した中央同盟国、特にドイツをつぶすための「カルタゴの和平」であるという一般的な意見を確立するのに重要な役割を果たした。条約に反対し、国際連盟に加盟することに反対するアメリカの世論を固めるのに役立った。ドイツが不当な扱いを受けたというイギリス国民の多くの認識は、後のアドルフ・ヒトラーに対する宥和政策への国民的支持の決定的な要因となった。
この本の成功により、ケインズは特に左派を中心に、一流の経済学者としての名声を確立した。1944年にケインズがブレトンウッズ体制を確立する中心人物となったとき、彼はヴェルサイユの教訓と大恐慌の教訓を思い出していた。第二次世界大戦後のヨーロッパを再建するために公布されたマーシャル・プランは、『平和の経済的帰結』の中でケインズが提案した制度に類似していた。

## 第一次世界大戦とケインズ
ケインズはケンブリッジ大学を退職し、1915年に大蔵省に就職した。第一次世界大戦中、毎日のように戦費調達に奔走したが、そのことは、彼がメンバーであったブルームズベリー・グループの平和主義者の多くを悩ませた。リットン・ストレイチーは1916年、ケインズになぜまだ大蔵省で働いているのかと尋ねるメモを送った。
ケインズはすぐに大蔵省で最も有能な人物の一人としての評判を確立し、英国政府の顧問としてヴェルサイユ会議に出席した。会議の準備のため、彼は、できれば第一次世界大戦の賠償はなしにするか、ドイツの賠償金を20億ポンドに抑えるべきだと主張した。彼は、戦時中の債務を一般的に免除すべきであり、それが英国に利益をもたらすと考えた。最後にケインズは、アメリカ政府がヨーロッパを一刻も早く繁栄に戻すため、莫大な信用プログラムを立ち上げることを望んだ。
彼の一般的な関心は、ヴェルサイユ会議で経済回復の条件を整えるべきだというものだった。しかし、会議は国境と国家安全保障に焦点を当てた。賠償金は、ケインズがヨーロッパを破滅させると考える水準に設定された。自国を代表して会議に出席したアメリカ大統領ウッドロウ・ウィルソンは、戦争債務の免除を認めず、アメリカ財務省の役人は信用プログラムについて議論することさえしなかった。
会議中、ケインズの健康状態は悪化し、6月28日にヴェルサイユ条約が調印される前の1919年5月26日、彼は不満のあまり抗議の辞職をした。ケンブリッジに戻った彼は、夏に2か月かけて『平和の経済的帰結』を執筆した。 ベストセラーとなり、特に条約に疑念を抱いていた人々に大きな影響を与えたが、「放言」とも評された。

## 本書の内容

### ヴェルサイユ講和会議
ケインズはこの会議を、主要な指導者たちの価値観と世界観の衝突であり、「ヨーロッパの権力政治の冷笑的な伝統と、より賢明な秩序の約束との（対立）」であると表現した。

ケインズはウィルソンをあらゆる国の善意を持つ人々の希望の守護者であると評している。
ウィルソン大統領がワシントンを去るとき、歴史上類を見ないほどの名声と道徳的影響力を世界中で享受していた。彼の大胆かつ冷静な言葉は、自国の政治家たちの声を超えて、ヨーロッパの人々に伝えられた。敵対諸国民は、彼が彼らと交わした約束を実行に移すことを信頼し、連合国諸国民は、勝利者としてだけでなく、ほとんど預言者として彼を認めた。この道徳的影響力に加え、現実の権力も彼の手の中にあった。アメリカ軍はその数、規律、装備において絶頂期にあった。ヨーロッパはアメリカの食糧供給に完全に依存しており、経済的にはさらにアメリカの言いなりになっていた。ヨーロッパはすでに支払い能力を超える借金を米国に負っていただけでなく、さらなる大規模な援助によってのみ、飢餓と破産から救うことができた。哲学者がこれほどまでに、この世の君主たちを縛りつける武器を持っていたことはなかった。ヨーロッパの首都の群衆が大統領の馬車に押し寄せた！好奇心と不安と希望を胸に、西洋からやってきて、古代の文明の親の傷を癒し、未来の礎を築いてくれる運命の人物の風貌と佇まいを一目見ようとした。
フランス首相ジョルジュ・クレマンソーは誰よりも会議の結果に影響を与えた：

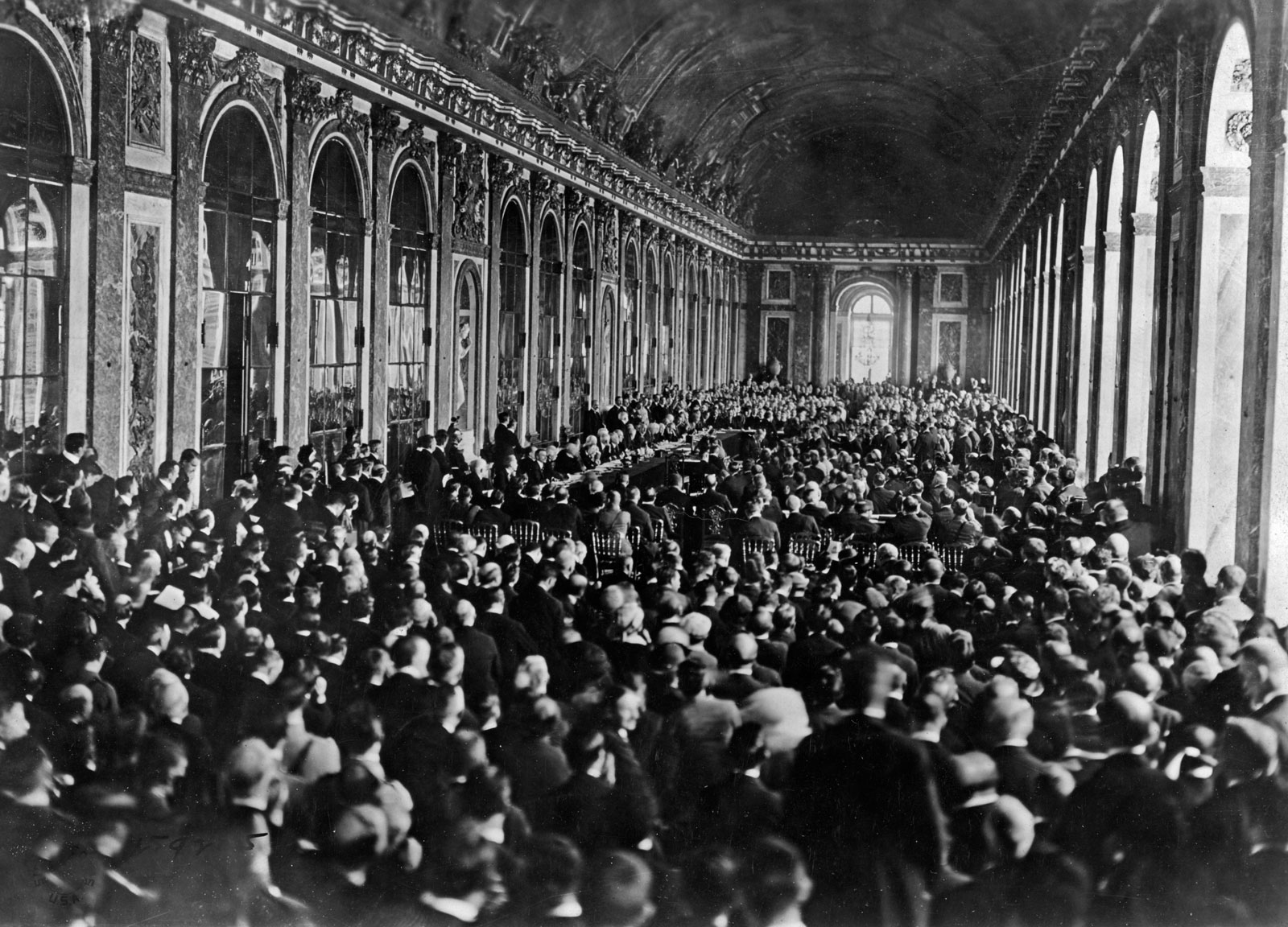
1919年6月28日、ヴェルサイユ宮殿鏡の間でのヴェルサイユ条約の調印。

クレマンソーは、ヨーロッパ各国間の戦争は将来にわたって常態化するか、少なくとも繰り返されるものであり、過去100年間を占めてきたような大国間の紛争は次の100年も続くという見解を示した。このような未来像によれば、ヨーロッパの歴史は永遠に続く賞金争いのようなものであり、フランスはこのラウンドで勝利を収めたが、このラウンドが最後であることは間違いない。本質的に古い秩序は変わらないという信念から、また国際連盟が掲げるあらゆる教義に対する懐疑から、フランスとクレマンソーの政策は論理的に導かれた。ウィルソン大統領の14か条のような「イデオロギー」に基づく寛大な講和や公平で平等な待遇の講和は、ドイツの回復の間隔を縮め、ドイツが再び、より多くの兵力と優れた資源と技術力をフランスに浴びせる日を早める効果しかもたらさないからである。

### ヴェルサイユ条約
本書の核心は、条約に対する彼の2つの深い批判である。第一に、彼は経済学者として、公平で効果的かつ統合された経済システムなしにはヨーロッパの繁栄はあり得ないと主張する。第二に、連合国は休戦協定において、賠償、領土調整、経済問題における公平さに関する重要な原則を自らに課していたが、これは条約によって実質的に破られた。
ケインズは、休戦協定が連合国とドイツによるウィルソンの14か条の平和原則を結ぶ際に言及されたその他の条件の受諾に基づいていた事実を検証している。
1918年10月5日、ドイツ政府は大統領に宛てて、「14か条」を受け入れ、和平交渉を求める簡単な書簡を送った。10月8日付の大統領の回答は、ドイツ政府が「14か条」とそれに続く演説で「提示された条件」を受け入れ、「話し合いに入る目的は、その適用の実際的な細部について合意することだけである」と明確に理解するよう求めた。さらに、侵略された領土の退去は休戦の事前条件でなければならないと付け加えた。10月12日、ドイツ政府はこれらの質問に無条件で肯定的な回答を返した。「話し合いに入る目的は、これらの条件の適用に関する実際的な詳細に合意することだけである」。......この文書交換の結果、ドイツと連合国との間で結ばれた契約の性質は明白かつ明確である。講和条件は大統領の演説に従うものとされ、講和会議の目的は「その適用の詳細を討議すること」である。その条件のひとつは、ドイツが自国を無力にするような休戦条件に同意することであった。ドイツはこの契約に基づいて自らを無力にしたのであるから、連合国の名誉は、自らの役割を果たし、もし曖昧な点があったとしても、それを利用するために自らの立場を利用しないことに、特に深く関わっていたのである。

ケインズは、休戦協定の一部であったウィルソンによる「14か条」やその他の演説の最も重要な点を要約している。
14ヶ条 - (3) 「あらゆる経済的障壁を可能な限り撤廃し、平和に同意し、その維持のために団結するすべての国の間に平等な貿易条件を確立すること。(4)「各国の軍備が国内の安全と一致する最低限度まで削減されることが、十分に保証され、またそれが取られること (5)「すべての植民地請求権について、自由闊達かつ絶対的に公平な調整を行い」、関係住民の利益に配慮すること。(6)、(7)、(8)、(11) 侵略されたすべての領土、特にベルギーの退去と「回復」。これに、陸海空から民間人とその財産に加えられたすべての損害に対する賠償を請求する連合国側のライダーを加えなければならない（以上、全文引用）。(8) 「1871年にアルザス・ロレーヌの問題でプロイセンがフランスに行った過ち」の是正。(13) 「紛れもなくポーランド人が居住する領土」を含み、「自由で安全な海へのアクセスを保証された」独立ポーランド。(14) 国際連盟。
2月11日、会議前 - 『併合も、分担金も、懲罰的損害賠償もあってはならない。自決は単なるフレーズではない。自決は単なるフレーズではなく、政治家が今後、危険を顧みず無視することが予想される必須の行動原則である。この戦争にかかわるすべての領土問題は、関係する住民の利益と利益のために解決されなければならない。
ニューヨーク、9月27日 - (1)『公平な正義は、われわれが正義でありたいと願う人々と、正義でありたくないと願う人々との間の差別を伴うものであってはならない。(2)『いかなる単一国家または国家集団の特別または個別の利益も、万人の共通の利益に合致しない和解のいかなる部分の基礎とすることもできない。(3)「国際連盟という一般的かつ共通の家族の中に、同盟や同盟関係、特別な契約や協定は存在しえない」。(4) 「国際連盟内には、いかなる特別な利己的な経済的結合もありえず、またいかなる形の経済的ボイコットや排斥の採用もありえない。ただし、世界の市場からの排斥による経済的処罰の権限が、規律と統制の手段として国際連盟自体に付与される場合を除く」。(5) 「あらゆる種類のすべての国際協定および条約は、その全体が全世界に知らされなければならない。

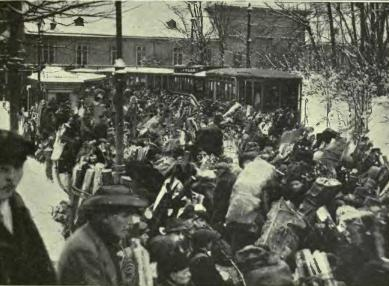
ウィーンの森で薪を集め、ウィーンに戻るため路面電車を待つ貧しい人々（1919-1920年の冬）

ケインズは、賠償金、領土調整、公平な経済的解決に関する条件の重大な違反が、西側同盟国の名誉を汚し、将来の戦争の主な原因であると指摘している。彼が1919年に執筆していたことを考えると、20年後に次の戦争が始まるという彼の予測は、驚くほど正確であった。

### ヨーロッパ
ケインズがこの条約と条約を作成した人物たちに対して向けた非難のひとつは、この条約がヨーロッパの経済的将来についてほとんど注意を払っていないということである：
この条約には、ヨーロッパの経済復興のための条項は一切含まれていない。敗戦した中央同盟国を良き隣人にするための条項も、ヨーロッパの新国家を安定させるための条項も、ロシアを取り戻すための条項もない。クレマンソーは敵の経済生活をつぶすこと、ロイド・ジョージは取引をして一週間は通用するようなものを持ち帰ること、大統領は正当で正しいこと以外は何もしないこと。目の前で飢えと崩壊に苦しむヨーロッパの根本的な経済問題が、4人の関心を喚起することが不可能な問題であったことは、驚くべき事実である。 賠償は、彼らが経済分野に踏み込んだ主要な問題であったが、彼らはこの問題を、神学的、政治的、選挙的な詭弁の問題として、自分たちがその運命を扱っている国家の経済的将来以外のあらゆる観点から解決した。
ケインズは、戦後のヨーロッパにおける高インフレと経済停滞の原因を予測した：
レーニンは、資本主義システムを破壊する最善の方法は通貨を堕落させることだと言い放ったと言われている。インフレの継続的な過程によって、政府は国民の富の重要な部分を秘密裏に、人知れず没収することができる。この方法によって、政府は没収するだけでなく、恣意的に没収する。このような恣意的な富の再配分を見ることは、安全保障だけでなく、既存の富の分配の公平性に対する信頼をも傷つける。... レーニンは確かに正しかった。通貨を堕落させることほど、社会の既存の基盤を覆す巧妙で確実な手段はない。このプロセスは、経済法則の隠れた力をすべて破壊の側に働かせ、百万人に一人も気づかないような方法でそれを行う。
ケインズは、政府がお金を刷ることとインフレの関係を明確に指摘した：
ヨーロッパの通貨制度におけるインフレ主義は、とんでもないところまで進んでいる。さまざまな交戦国の政府は、融資や税金で必要な財源を確保することができなかったり、臆病すぎたり、近視眼的すぎたりして、不足分を紙幣に印刷してきた。
ケインズはまた、政府の価格統制がどのように生産を妨げているかも指摘した：
しかし、物価の規制という法の力によって、通貨に偽りの価値があると仮定することは、それ自体、最終的な経済衰退の種を含んでおり、最終的な供給源をすぐに枯渇させてしまう。もし人間が、自分の労働の成果を紙と交換することを強制されれば、すぐに経験が教えるように、自分の生産物に対して受け取った価格に匹敵する価格で、自分が必要とするものを購入するのに使うことはできない。実質的な相対価値と異なる価格での商品交換を強制する制度は、生産を緩和するだけでなく、最終的には物々交換の浪費と非効率につながる
『平和の経済的帰結』では、ドイツ政府の財政赤字とインフレの関係について詳しく説明している：
ドイツでは、1919年から20年にかけての帝国、連邦州、コミューンの総支出は250億マルクと推定され、そのうち既存の税金で賄えるのは100億マルクを超えない。これには、賠償金の支払いは含まれていない。ロシア、ポーランド、ハンガリー、オーストリアでは、予算などというものが存在するとはまったく考えられない。... このように、前述したインフレ主義の脅威は、単に戦争の産物であり、平和がその治癒を開始しただけではない。それは、まだ終わりが見えない継続的な現象なのである。
ケインズは次のように不気味な警告で締めくくった：
経済的困窮は容易な段階を経て進行し、人が忍耐強くそれに苦しむ限り、外界はほとんど気に留めない。肉体的な効率や病気に対する抵抗力は徐々に低下していくが、何とか生活は続いていく。やがて人間の忍耐の限界に達し、絶望と狂気の助言が、危機に先立つ無気力から苦しむ人々をかき立てる。人は自らを揺り動かし、習慣の束縛が解かれる。 観念の力が支配的となり、希望、幻想、復讐など、どんな指示が空中に流れても耳を傾ける......。 しかし、どこまでが耐えられることなのか、あるいは、人が最後にどのような方向へ向かって不幸から逃れようとするのか、誰にもわからない。

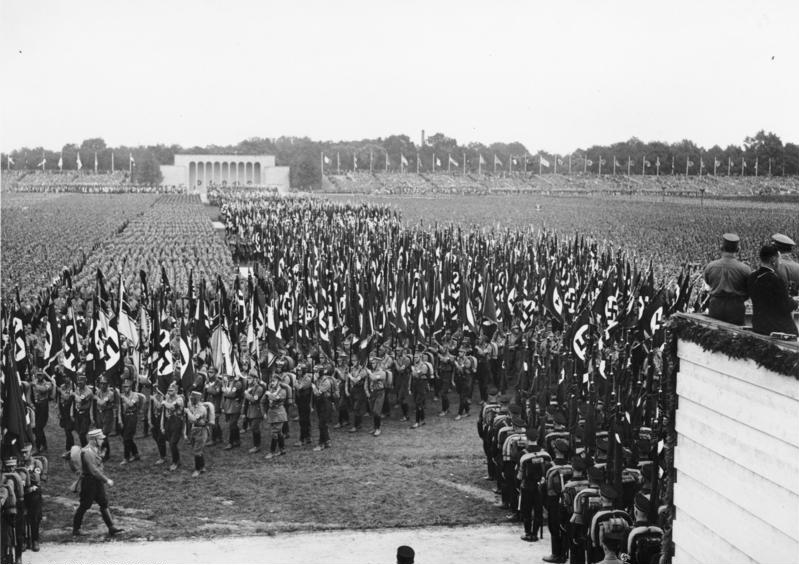
1933年にニュルンベルクで行われたナチ党の大会

それから多年を要することなく、アドルフ・ヒトラーが『我が闘争』にこう書くことになる：
ヴェルサイユ条約をどう生かすか？... 6千万人の男女が怒りと恥辱の感情で魂が燃え上がるのを見つけるまで、その条約のポイントのひとつひとつを、ドイツ国民の心と体に焼き付けることができるだろう： 「我々は再び武器を持つのだ！」。
サミュエル・W・ミッチャムは次のように評する：
マキャヴェッリは『君主論』で「小さな傷は与えるな」と忠告した。 これはまさに連合国が休戦とヴェルサイユ条約で行ったことだ。 ドイツ国民は屈辱を受け、もともと脆弱だった民主主義への信頼はほとんど完全に破壊された。しかし、ドイツ国民が全滅したわけではない。... 連合国は、ドイツを完全に破壊し、解体するか、さもなければ、ドイツと公正かつ公平な和平を結び、完全なパートナーとしてドイツを国家の仲間入りをさせる真摯な努力をすべきだった。 しかし、そのどちらも行わなかったために、アドルフ・ヒトラーと第二次世界大戦の舞台となってしまった。 私の考えでは、ナチスの独裁者のズボンのすそには「ヴェルサイユ製」と書かれたタグが付けられたと言っても過言ではない。

## ケインズに対するドイツの影響
ヴェルサイユ滞在中、ケインズはハンブルクのマックス・ヴァールブルク銀行のカール・メルキオールと何度も会合を持った。メルキオールは弁護士で、講和会議のドイツ代表の一人であった。 メルキオールを通じて、ケインズは当時のドイツの社会的・経済的状況について、共産主義革命の機が熟しているという悲惨な描写を受けた。 ケインズはこの表現を受け入れ、『平和の経済的帰結』の本文の一部は、連合国側の条件提示案に対するドイツ側の反対提案の文言とほぼ一致している。

歴史家ニーアル・ファーガソンによれば:
この本におけるケインズの主張が、ドイツの金融専門家たちが会議で提示したものと同じであったというのは誇張であろう。ケインズは彼らの影響を否定しなかった。彼らと同じように、彼は条約の「カルタゴ的」経済条項についてフランスを非難し、賠償委員会を「抑圧と強奪の道具」と非難した。彼らと同様、彼はドイツが「無条件降伏したのではなく、講和の一般的性格に関して合意された条件に基づいて降伏した」｛14か条とそれに続くアメリカの注釈｝と主張した。そして彼らと同様に、ドイツの商船、海外資産、石炭の豊富な領土、通商政策に関する主権を失ったことで、賠償金の支払い能力が著しく制限されたことを強調した。... またケインズは、ヴェルサイユでメルキオールから聞いた、ドイツのマルサス的危機と中欧の資本主義の破滅を予言する黙示録的な警告を省みなかった....
ケインズ自身は、ドイツの対案を「いささか曖昧で、また、かなり不誠実なもの」と評している。
（ドイツ側交渉官は）連合国側交渉官も内心ではドイツ人自身と同様に、事実と何らかの関連性を持つ和解に到達することを望んでおり、それゆえ（「ドイツは支払う」と約束したことで）自国の国民との間に生じたもつれを考慮して、条約の起草にあたって多少の談合を行うことも厭わないだろうと考えていた。実際のところ、このような巧妙なやり方は彼らに利益をもたらすことはなく、一方では自国の負債額、他方では自国の支払い能力について、率直かつ率直に見積もった方がはるかに良かっただろう。
ヴェルサイユでの会合に加え、ケインズはマックス・ヴァールブルクの弟のポール・ヴァールブルクの招きで、1919年10月にアムステルダムで開かれた銀行家と経済学者の会議に出席し、そこでポール・ヴァールブルクとともにドイツの賠償金の減額を求める国際連盟へのアピール文書を起草した。

## 成功

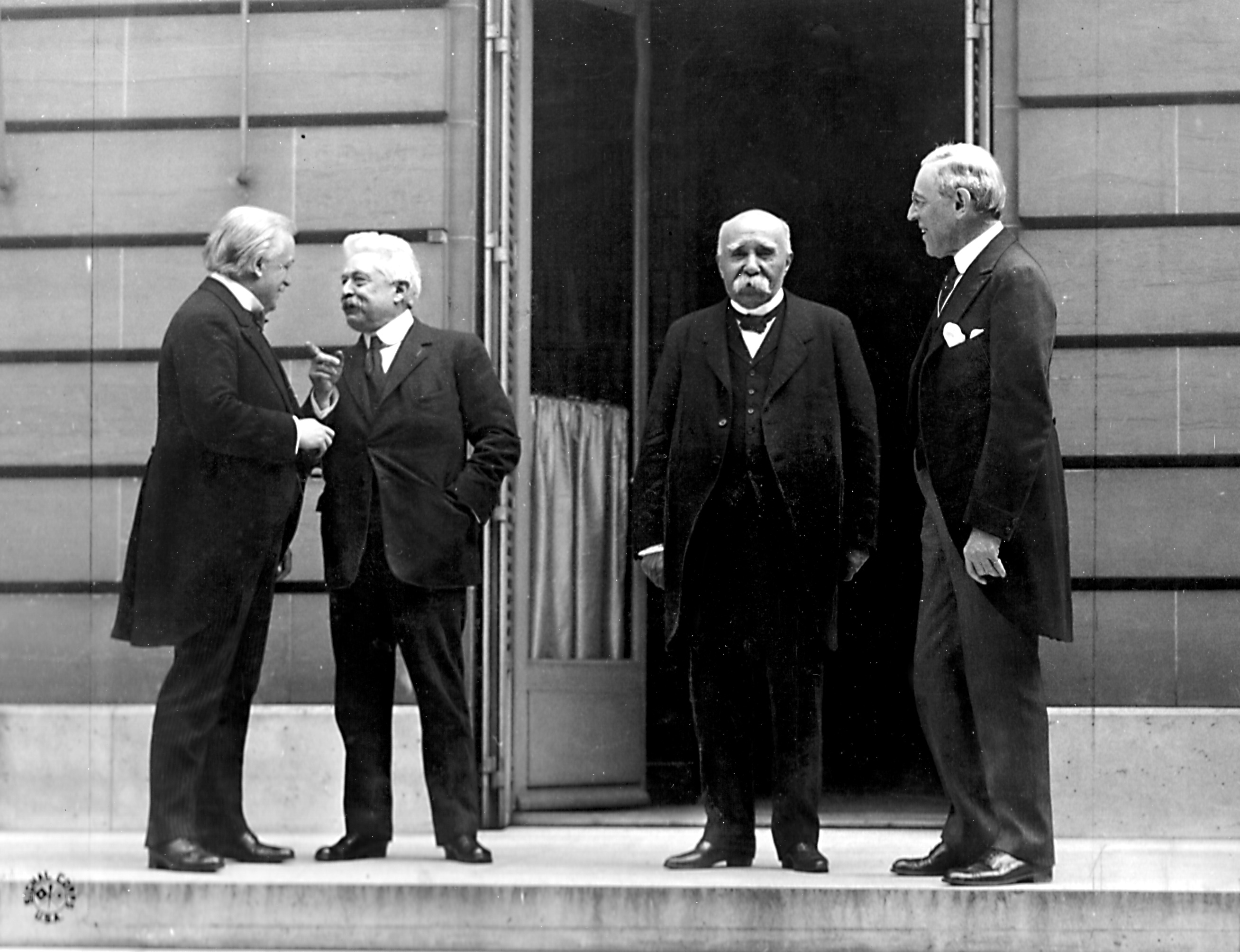
ヴェルサイユ講和会議での四巨頭、左から右へ：ロイド・ジョージ、 ヴィットーリオ・エマヌエーレ・オルランド、ジョルジュ・クレマンソー、ウッドロウ・ウィルソン

ケインズの本は1919年末に発売され、すぐに成功を収めた。大西洋の両岸でベストセラーとなり、アメリカでは1920年に発売された。ウィルソン、ロイド・ジョージ、クレマンソーに対する辛辣な寸評は人気を博し、ケインズの一流経済学者としての名声を世間に確立した。この本は6か月間に全世界で10万部売れ、12か国語に翻訳された。戦時中の大蔵省での仕事によって失墜していたブルームズベリー・グループでのケインズの評判も回復した。ケインズはケンブリッジに戻り経済学者として働き、アルフレッド・マーシャルの主要な弟子とみなされた。

## 米国での影響
アメリカで商業的に大成功を収めただけでなく、この本は大きな影響力を持つことが証明された。この本は、アメリカ合衆国上院が条約を審議する直前に発表され、アメリカの国際連盟参加に反対する「不倶戴天の人々」の信条を裏付けた。またこの本は、ヘンリー・カボット・ロッジに率いられた「留保論者」たちの条約条項に対する疑念を高め、ウィルソンの支持者たちの心に疑念を抱かせた。共和党の上院院内総務であったロッジは、ドイツに対する条約の厳しさについてケインズの懸念を共有し、将来的には再交渉が必要になるだろうと考えていた。ケインズは、ヴェルサイユ条約と国際連盟に反対するアメリカの世論を変える上で重要な役割を果たしたが、決定的なものとなったのは、ウィルソンの問題管理のまずさと、彼の持っていた数々の打算であった： アメリカは国際連盟に参加しなかったのである。

## 英国での影響
ケインズがこの条約を「カルタゴの和平」、つまり負けた側をつぶすことを意図した残忍な和平と評したことは、またたく間に学界の正統派となり、イギリス国民の共通の意見となった。イギリスでは、条件は不公平だと広く信じられていた。このことは、特にミュンヘン協定に至るまでの期間において、アドルフ・ヒトラーがヴェルサイユ条約を覆そうとしたことへの対応を決定する上で影響力を持った。ドイツでは、圧倒的多数の国民がすでに信じていたこと、つまり条約の不公正さを、この本が裏付けてくれたのである。フランスは、イギリス政府の支持なしに条約を履行するために武力を行使することに消極的だった。1938年後半以前は、新たな戦争への参戦に反対する国民の声が強かったため、フランスの立場に対するイギリスの支持は信頼できないものであった。

## 批判
フランスの経済学者エティエンヌ・マントゥーは、著書『カルタゴの和平：あるいはケインズ氏の経済的帰結』の中で、ケインズの著書がヴェルサイユ条約の信用を失墜させるのに、他のどの著作よりも大きな役割を果たしたと述べ、その影響力を批判した。マントゥーは、『平和の経済的帰結』をエドマンド・バークの『フランス革命の省察』と比較したが、それは世論に即座に影響を与えたからである。マントゥーは、ケインズが予測した条約による影響を否定しようとした。例えば、ケインズはヨーロッパの鉄の生産高は減少すると考えていたが、1929年にはヨーロッパの鉄の生産高は1913年の数字から10％増加していた。ケインズはドイツの鉄鋼生産高が減少すると予測したが、1927年までに鉄鋼生産高は1913年比で30％増加し、鉄鋼生産高は38％増加した（戦前の範囲内で）。ケインズはまた、ドイツの石炭採掘効率は低下するだろうと主張したが、1929年までの労働効率は1913年の数字から30％上昇していた。ケインズは、ドイツはすぐに石炭を輸出できなくなると主張したが、ドイツの石炭純輸出は1年以内に1,500万トンに増加し、1926年には輸出トン数は3,500万トンに達した。ケインズはまた、条約後のドイツの国民貯蓄は20億マルクを下回ると主張したが、1925年には64億マルク、1927年には76億マルクと見積もられていた。
ケインズもまた、ドイツは今後30年間、20億マルクを超える賠償金を支払うことができないだろうと考えていたが、マントゥーは、ドイツの再軍備費は1933年から1939年までの各年において、この数字の7倍であったと主張している。 ルネ・アルブレヒト＝カリエは1965年、ヒトラーがひそかにドイツ軍の再建に着手するはるか以前のヴァイマル共和政ドイツは賠償金の支払いを維持することができなかったと主張した。
ドーズ案やヤング案など、いくつかの再編計画の対象となった。彼はまた、賠償金の支払いや条約のその他の要件がドイツ経済を疲弊させると主張したが、これはイギリスも同じ考えであり、イギリスは1922年、戦争から生じたすべての賠償金と債務（連合国の対米債務を含む）の帳消しを提案した。
1922年、連合国の対米債務を含め、戦争から生じたすべての賠償金と債務の帳消しを提案したが、この提案はフランスやアメリカには受け入れられなかった。しかし、歴史学者のサリー・マークスは2013年に、ドイツには賠償金を支払う財政能力があったと主張している。彼女はまた、ドイツは1921年以降、最小限の賠償金しか支払わなかったと主張し、「起こっていないこと、あるいは最小限のことしか起こっていないことが、大インフレを含め、しばしば賠償金のせいとされるすべてのことを引き起こしたとは考えにくい」と述べた。
which were renegotiated several times, and were later the subject of several reorganizational schemes such as the Dawes Plan and the Young Plan. He also argued that reparation payments and other requirements of the Treaty crippled the German economy, a view shared by the British, who proposed in 1922 the cancellation of all reparations and debts arising from the war – including Allied debts to the United States – a proposal which did not find favour in France or the US. However, the historian Sally Marks, writing in 2013, claimed that Germany had the financial capacity to pay reparations.
ドイツ経済の破綻はドイツ国民に大きな苦悩をもたらし、ドイツ国民は民主主義に対する最低限の信頼を失い、ヴェルサイユの「独裁」打倒を第一の目標とするヒトラーとナチ党の訴えに同調するようになった。経済が回復し、外国からの融資、特にアメリカからの融資がドイツに利用できるようになると、ワイマール政府は巨額の借金をし、外国からの融資資金を賠償金の支払いにまで充てて問題を深刻化させた。そして1929年にウォール街での大暴落から世界大恐慌が始まり、深刻な失業時代が始まった。

イギリスの歴史家、A・J・P・テイラーは次のように書いている：
戦争は経済的資源を弱めるどころか、過度に刺激した。戦争が経済的に与えた最も深刻な打撃は、生産力ではなく、人々の精神だった。金融の安定という古い秩序は揺らぎ、二度と回復することはなかった。通貨安、賠償金、戦争債務は、戦間期の大きな影であり、鉱山や工場の現実から切り離された想像上のものだった。
テイラーはまた、マントゥーの著書がケインズの論文に反論していると主張した。アルブレヒト＝カリエは1965年に、ケインズは条約の影響に関する長期的分析において全体的に先見の明があったと主張した。
歴史家のルース・ヘニッヒは1995年に、「パリ講和会議に関するほとんどの歴史家は、現在では、経済的な観点からは、条約はドイツに対して不当に厳しいものではなかったとし、毎日の新聞を読む選挙民を満足させるために、パリでの討議では義務や損害賠償が必然的に大いに強調されたが、その意図は、ドイツに請求書の支払いに向けた実質的な援助を与えることであり、賠償スケジュールの実際の実施方法を修正することによってドイツの多くの反対を満たすことであった」という見解を示している。サリー・マークスは2013年に、「20世紀の外交史家たちは40年近く、ヴェルサイユ条約はその評判が示唆するよりも合理的であり、それ自体が恐慌やヒトラーの台頭、第二次世界大戦の原因にはならなかったと主張してきた」と主張した。マークスはまた、ケインズの著書は「素晴らしいが歪んだ極論」であり、「長い間学者たちから信用されていない」ものであり、ケインズは書いたことを後悔していると主張している。

パリ講和会議の直後には、この条約はそれほど厳しいものではなかったとする学者もいる。例えば、ギデオン・ローズは、当時の印象よりも「バランスの取れた」ものであり、「カルタゴ的でもメッテルニヒ的でもない不和な要素の混合物」であったと見ている。一方、マックス・ヘイスティングスは、この講和条約を「不器用な」ものであるとしながらも、「もしドイツ軍が勝者として代わりに条件を決定していたら、ヨーロッパの自由、正義、民主主義は恐ろしい代償を払っただろう」と書いている。デイヴィッド・スティーヴンソンは、休戦協定も講和条約も、多くの学者が主張するように第二次世界大戦を不可避なものにはしなかったと主張し、「講和を実現した人々は、相応しくないほど悪い評判を受けてきた。... しかし、構築された和解案は、批評家たちが認めている以上に柔軟であり、ドイツの共和国新体制との永続的な和解に応じることも、軍事的に無害であることを保証することもできた。戦間期の真の悲劇は、そのどちらも成し得なかったことである......。条約が維持されていれば、再び大虐殺が起こることはなかっただろう」。 これはもちろん、講和条約によってもたらされた経済的条件とヨーロッパにおける好戦的な政権の台頭との間に直接的な線を引くケインズ、あるいは少なくとも彼の支持者たちの主張とは正反対である：
実際のところ、講和条件の厳しさは前例のないものではなかったし、ドイツのハイパーインフレは、主にドイツ人自身が採用した無責任な財政・金融政策によるものだった。彼らは経済的手段で講和に勝てると考えていた。 イギリス人の頭の中では、彼らはそう考えていた。ドイツはまた、連合国から要求された賠償金を含め、債務不履行で他のどの国よりも成功した。民主主義の政治家が民主主義と自らの権力を犠牲にして勝ち取った勝利である。

## 再軍備に関する見解
1930年代、ケインズは、彼の支持者の多くとは異なり、ドイツ、日本、イタリアの「山賊大国」と呼ばれる国々を抑止するため、早くから再軍備を提唱していた。1936年7月、ケインズは『ニュー・ステーツマン』誌の編集者に手紙を書いた：
わが国の軍備が不十分な状態は、武力以外の手段を知らない山賊大国を助長するだけであり、長い目で見れば、これらの大国が世界で好き勝手なことをするのを、われわれが無為無策で黙認することを望む国々の思うつぼにはまることになる。（中略）主要な太平洋諸国が圧倒的な武力を集団で保有することが、今日の状況において、平和の最善の保証であることを、私は説得できないであろうか。

## 第二次世界大戦後
ケインズは、第二次世界大戦中、イギリス政府にとって非常に影響力のあるアドバイザーであった。彼は、ハリー・デクスター・ホワイト率いるアメリカチームとブレトン・ウッズ協定を交渉したイギリスチームの責任者であった。一般的に、この協定では、ケインズが『平和の経済的帰結』で提案したのと同様の通貨制度が提案された。
彼が提案した国際決済連合は、国際通貨基金（IMF）と国際復興開発銀行（後の世界銀行と国際決済銀行）の提案の基礎となった。しかし、これらの機関の運営は、ケインズが望んだほど自由なものではなかった。
ケインズはまた、第二次世界大戦中のイギリスに対する財政支援の交渉も担当した。イギリスが戦時中に提示された条件を満たすのに苦労したのに対し、アメリカが提示した信用ははるかに寛大だった。さらに、西側諸国は敗戦国に賠償金を要求しなかったが、ソ連は支配していた東ドイツに賠償金を強要した。
1948年、アメリカは連合国、枢軸国を問わず、ヨーロッパの再建を支援するためにマーシャル・プランという援助計画を開始した。この計画は、ケインズが第一次世界大戦後のヴェルサイユ宮殿で提案したものと多くの点で類似していた。ケインズが予言したように、賠償金と戦争債務はアメリカからの借款で賄われ、誰も得をすることはなかった。
戦後体制は、人類史上最大規模の全般的繁栄をもたらした。1948年から1971年まで、世界貿易は年平均7.27％増加し、工業生産は平均5.6％増加した。これは、1930年代に世界貿易が減少し、1920年代に世界大恐慌に見舞われるまで世界の工業生産が伸び悩んだ戦間期とは対照的である。

## 日本語訳
- 『講和の経済的帰結』 救仁郷繁訳、ぺりかん社、1972年
- 『平和の経済的帰結 ケインズ全集2』早坂忠訳、東洋経済新報社、1977年
- 『新訳 平和の経済的帰結』 山形浩生訳、東洋経済新報社、2024年